# NGC 7725
NGC 7725 is een lensvormig sterrenstelsel in het sterrenbeeld Waterman. Het hemelobject werd op 20 september 1784 ontdekt door de Duits-Britse astronoom William Herschel.

## Synoniemen
- MCG -1-60-18
- IRAS 23367-0448
- PGC 72025